# Pytajnik (skała)
Pytajnik – skała w Dolinie Będkowskiej na Wyżynie Krakowsko-Częstochowskiej, we wsi Będkowice w województwie małopolskim, w powiecie krakowskim, w gminie Wielka Wieś. Znajduje się w północnym skrzydle Bramy Będkowskiej, przy wylocie Wąwozu Będkowickiego do Doliny Będkowskiej. Pod szczytem wschodnich zboczy Doliny Będkowskiej znajduje się grupa skał, na mapie Geoportalu opisanych jako Skały Północnej Bramy Będkowskiej. Wspinacze skalni wyróżniają wśród nich skały: Pytajnik, Zapytajnik, Odpowiednik i Rogata Grań. Pytajnik jest najbardziej z nich wysunięty na południe i wznosi się w narożu Wąwozu Będkowickiego i Doliny Będkowskiej.
Zbudowany z wapieni Pytajnik znajduje się na stromym zboczu porośniętym lasem sosnowo-bukowym. Ma wysokość 12–25 m, ściany miejscami połogie, miejscami pionowe z filarem.

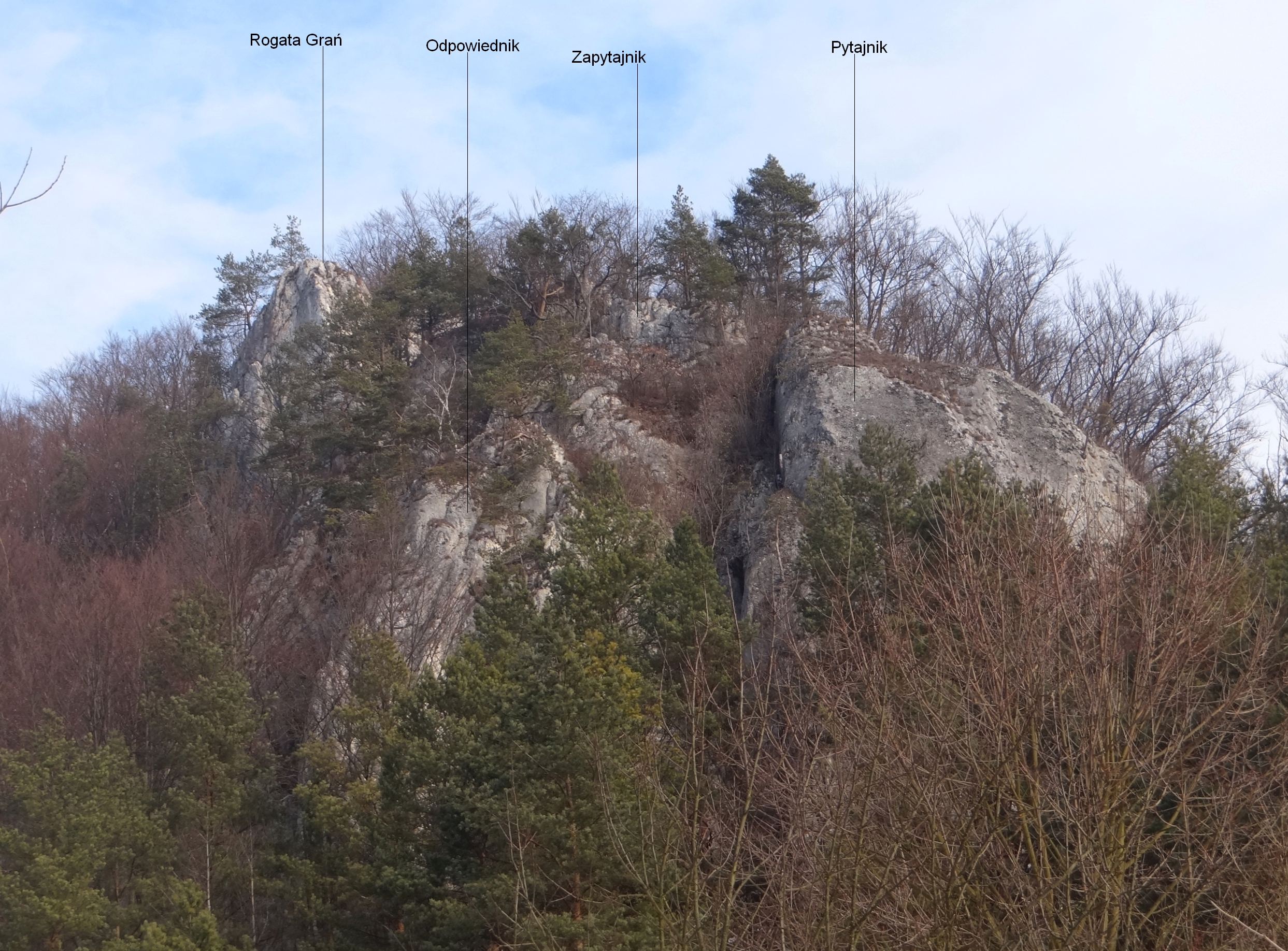
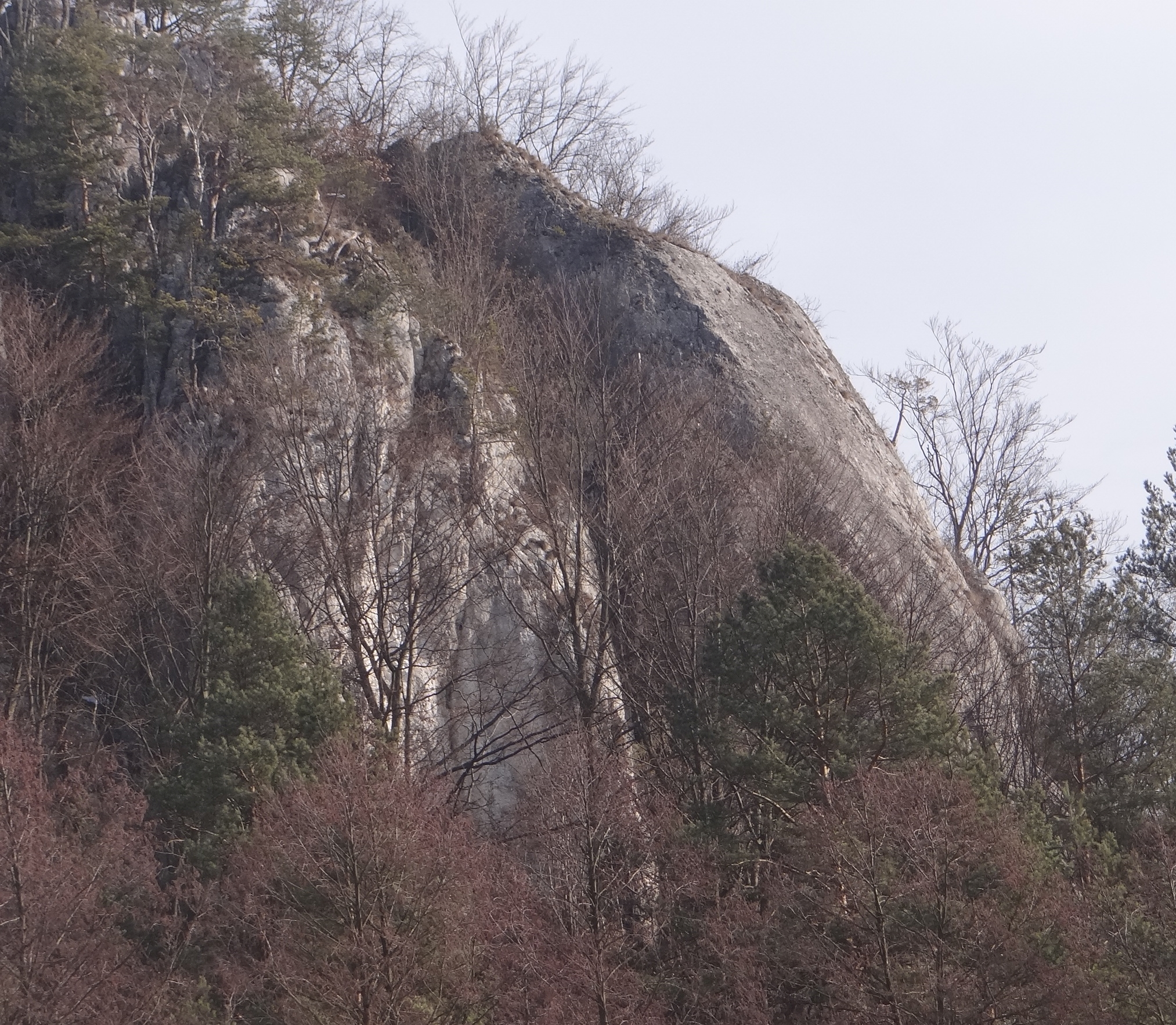
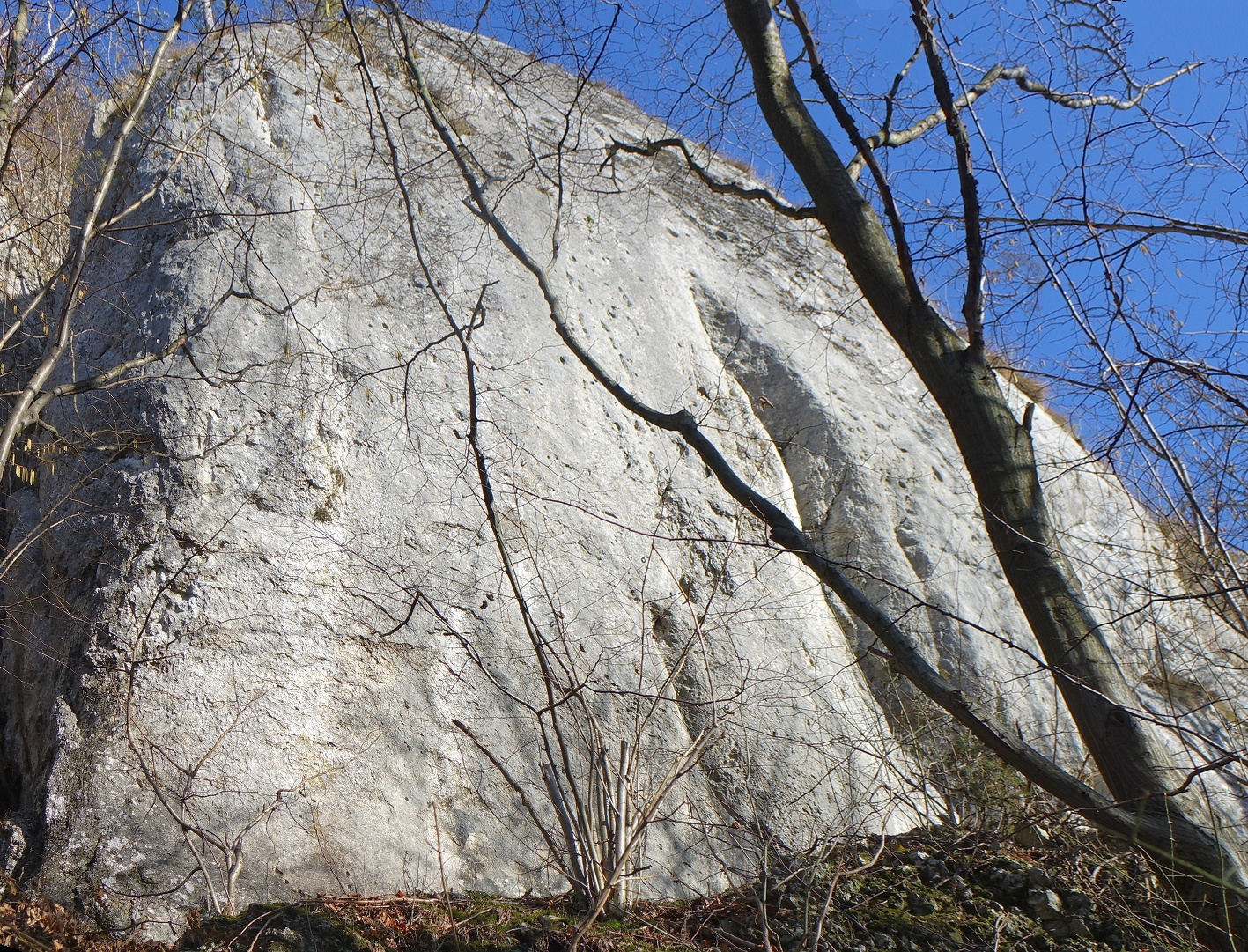
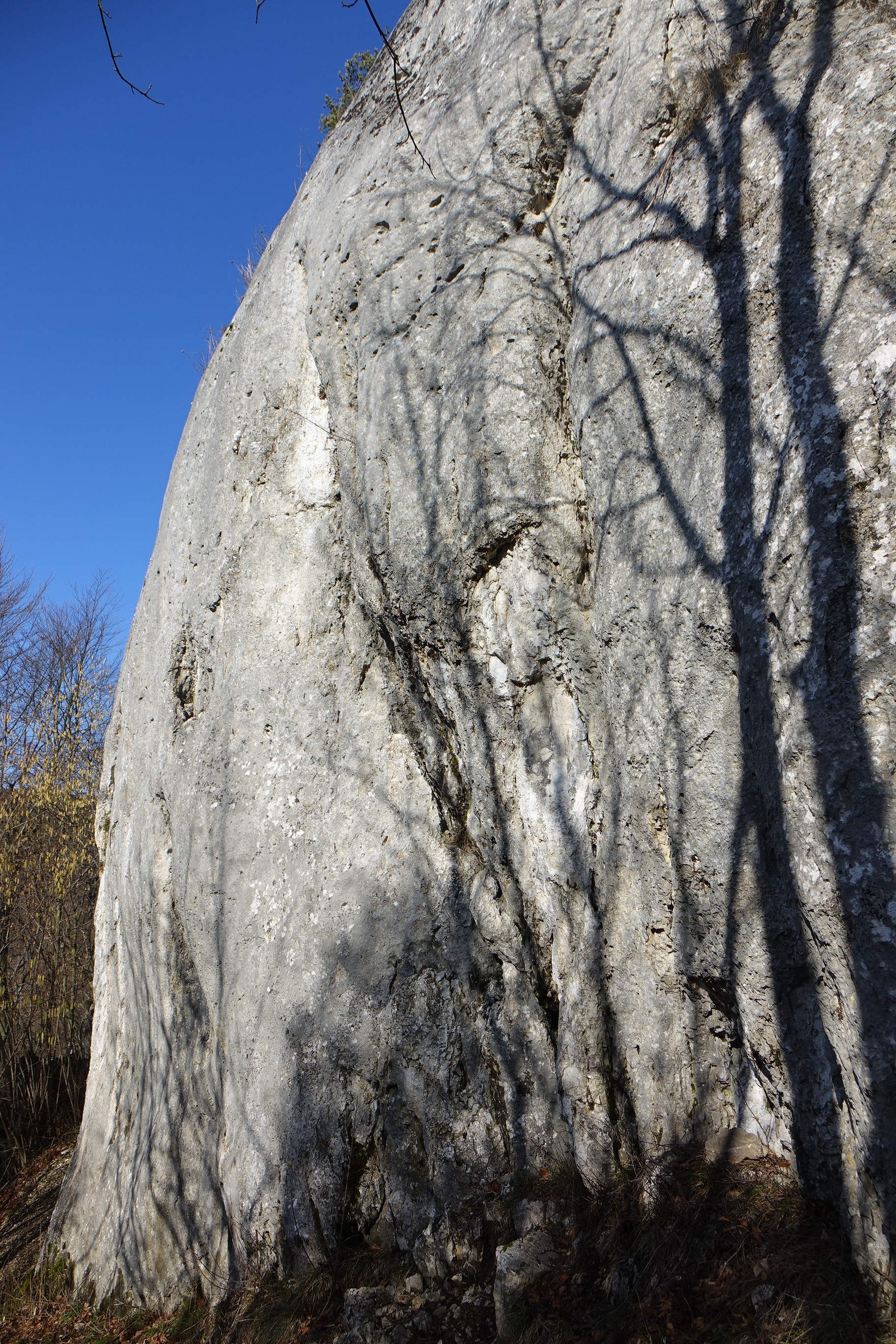
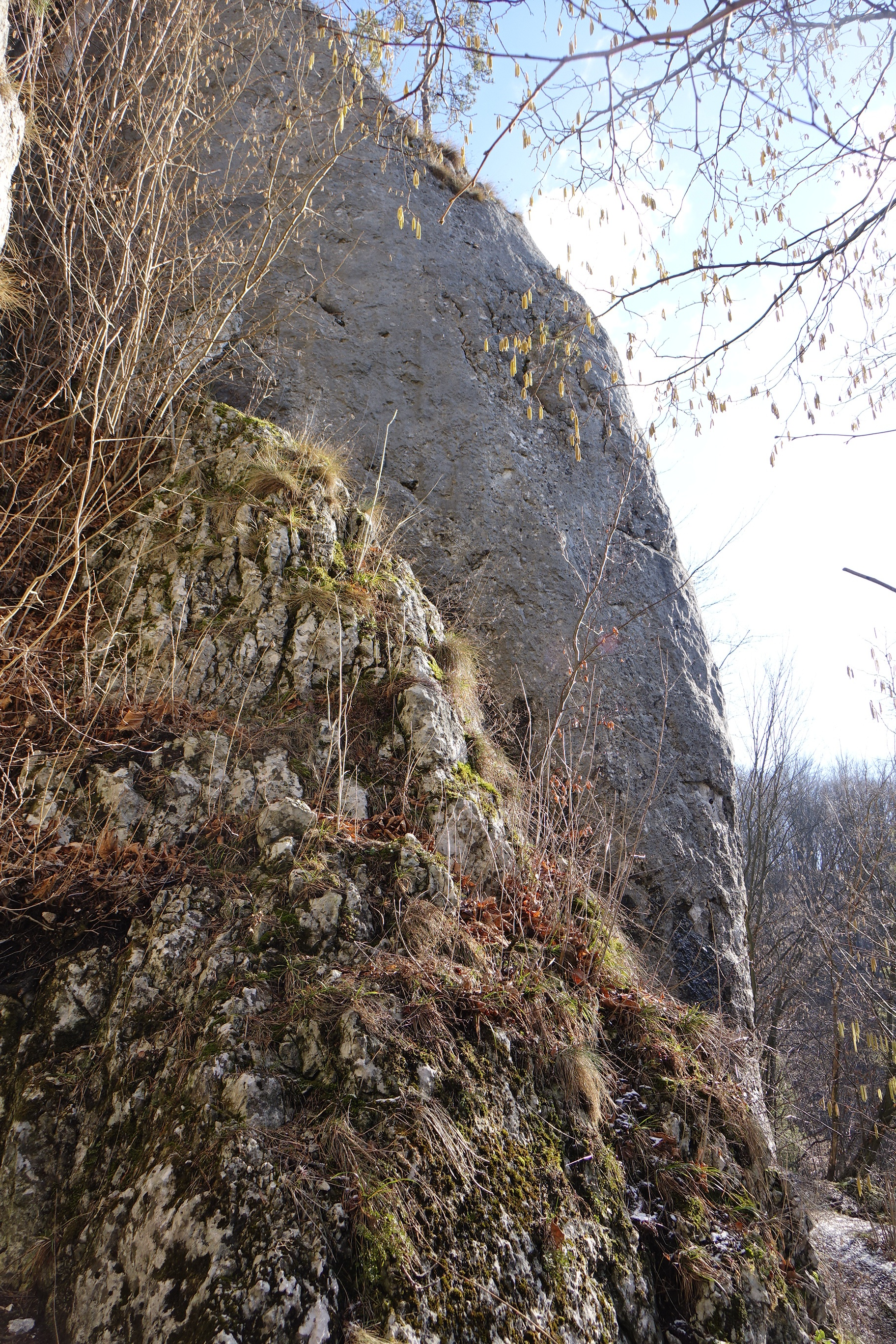

## Drogi wspinaczkowe
Wspinacze zaliczają Pytajnika do Grupy Bramy Będkowskiej. Na Pytajniku jest łącznie 14 dróg wspinaczkowych o trudności od V- do VI.5+ w skali Kurtyki. Mają zamontowane stałe punkty asekuracyjne w postaci 1-11 ringów (r) i stanowiska zjazdowe (st), na drodze Z motyką na Pytajnik (V-) tylko 1 pętla (p).

Pytajnik I
1. W cieniu Pytajnika; 5r + VI+, 16 m
2. Na skraju cienia; 5r + st, VI, 16 m
3. Trawers Pytajnika; 4r, V+, 35 m
4. Myślnik; 7r + st, VI.1+, 18 m
5. Nie pytaj dziewczyno; 9r + st, VI.1+, 25 m
6. Trele morele; 10r + st, VI.5+, 25 m

Pytajnik II
1. Prostowanie Pytajnika; 11r + st, VI.1, 25 m
2. Lewy Pytajnik; 6r + st, VI-, 25 m
3. Międzypycie; 6r + st, VI.1+, 25 m
4. Prawy Pytajnik; 11r + st, VI.1, 25 m

Pytajnik III
1. Prawie diretka; 2r, VI, 25 m
2. Z motyką na Pytajnik; 1p, V-, 25 m
3. Prawie robi różnicę; 3r, VI+, 25 m
4. Zacięcie Pytajnika; V, 25 m[3].

Poniżej skały Pytajnik znajduje się Schronisko w Bramie Będkowskiej. Jego otwór jest widoczny ze ścieżki prowadzącej spod Rotundy do Pytajnika.